# Curtatone
Curtatone – miejscowość i gmina we Włoszech, w regionie Lombardia, w prowincji Mantua.
Według danych na rok 2004 gminę zamieszkiwały 12 324 osoby, 183,9 os./km².
Na terenie gminy znajduje się Sanktuarium Matki Bożej Łaskawej w Le Grazie.